# Coleophora cecidophorella
Coleophora cecidophorella — вид лускокрилих комах родини чохликових молей (Coleophoridae).

## Поширення
Вид поширений в Південній та Східній Європі. Присутній у фауні України.

## Спосіб життя
Личинки годуються на Fallopia convolvulus та Fallopia dumetorum. Живляться генеративними частинами рослини (квітами і плодами).